# Ob Jezeru City Stadium
El Ob Jezeru City Stadium (en esloveno: Mestni stadion ob jezeru) o simplemente Ob Jezeru es un estadio de usos múltiples en Velenje, Eslovenia. Se utiliza principalmente para partidos de fútbol y es el estadio del NK Rudar Velenje. El estadio también se utiliza para el atletismo.

## Historia
Cada verano alberga la competición internacional anual de atletismo. El estadio se completó en 1955. Fue renovado en 1992, cuando se le añadió una tribuna cubierta. En 1998, recibió iluminación artificial.

## Capacidad
Tiene una capacidad de 2.341 espectadores.